# Jozef Sivák

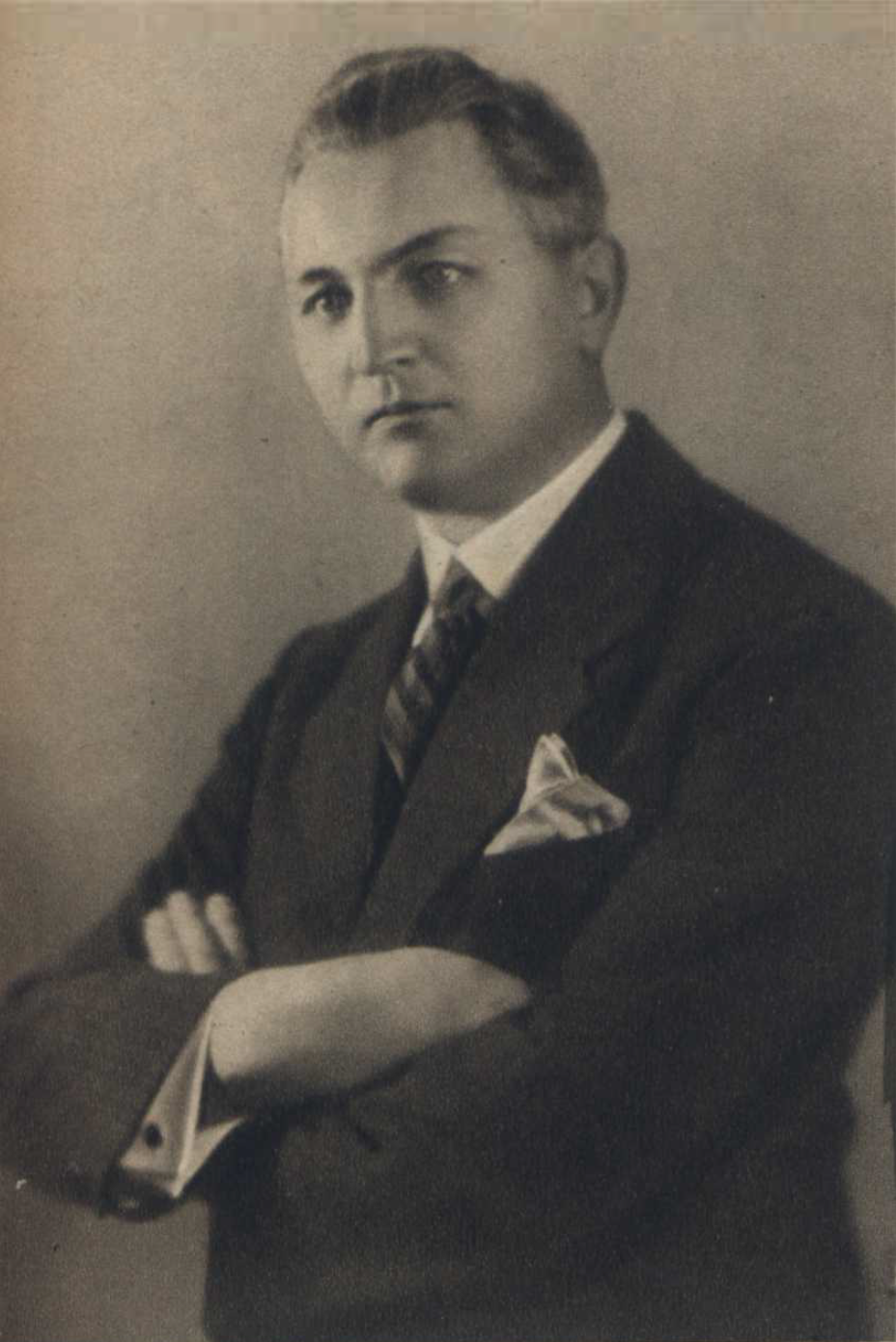
Jozef Sivák

Jozef Sivák (14 de janeiro de 1886 em Bobrovec - 27 de janeiro de 1959 em Bratislava) foi o primeiro-ministro do Governo de Autonomia da Eslováquia da Segunda República Checoslovaca de 9 de março de 1939 a 11 de março de 1939. Ele foi membro do HSĽS e ministro da educação do Estado nazi eslovaco de 1939 a 1944.